# Maschiaccio (film)
Maschiaccio è un film muto italiano del 1917 diretto da Augusto Genina.